# Totolatempa
Totolatempa är en ort i Mexiko.   Den ligger i kommunen Los Reyes och delstaten Veracruz, i den sydöstra delen av landet, 240 km öster om huvudstaden Mexico City. Totolatempa ligger 1 219 meter över havet och antalet invånare är 116.
Terrängen runt Totolatempa är varierad. Runt Totolatempa är det ganska tätbefolkat, med 155 invånare per kvadratkilometer. Närmaste större samhälle är Orizaba, 19,3 km nordväst om Totolatempa. I omgivningarna runt Totolatempa växer i huvudsak städsegrön lövskog.